# مارسيل لينز
مارسيل لينز (بالألمانية: Marcel Lenz)‏ (16 فبراير 1987 في ألمانيا - ) هو لاعب كرة قدم ألماني في مركز قلب الدفاع. لعب مع أرمينيا بيليفيلد وكيكرز أوفنباخ ونادي أوسنابروك وArminia Bielefeld II ‏ وTuS Dassendorf ‏ ونادي هسن كاسل.

## وصلات خارجية
- مارسيل لينز على موقع قاعدة بيانات كرة القدم.إي يو (الإنجليزية)
- مارسيل لينز على موقع بيانات كرة القدم. دي إي (الألمانية)
- مارسيل لينز على موقع عالم كرة القدم.نت (الإنجليزية)